# Định lý số dư Trung Quốc

Hướng sắp xếp ban đầu của Hàn Tín: x ≡ 2 (mod 3) ≡ 3 (mod 5) ≡ 2 (mod 7) với nghiệm x 23 + 105k với k ∈ ℤ

Định lý số dư Trung Hoa (Định lý thặng dư Trung Hoa), hay bài toán Hàn Tín điểm binh, là một định lý nói về nghiệm của hệ phương trình đồng dư bậc nhất.

## Lịch sử
Định lý số dư Trung Quốc là tên người phương Tây đặt cho định lý này. Người Trung Quốc gọi nó là bài toán Hàn Tín điểm binh. Hàn Tín là một danh tướng thời Hán Sở, từng được phong tước vương thời Hán Cao Tổ Lưu Bang đang dựng nghiệp. Sử ký Tư Mã Thiên viết rằng Hàn Tín là tướng trói gà không nổi, nhưng rất có tài quân sự. Tục truyền rằng khi Hàn Tín điểm quân số, ông cho quân lính xếp hàng 3, hàng 5, hàng 7 rồi báo cáo số dư. Từ đó ông tính chính xác quân số đến từng người: lấy số dư (khi chia) cho 3 nhân với 70, cộng số dư cho 5 nhân với 21, cộng số dư cho 7 nhân với 15, rồi cộng hoặc trừ một bội số của 105. Muốn cho dễ nhớ ông đặt thành thơ:
| “                         | Tam nhân đồng hành thất thập suy Ngũ thụ mai hoa chấp nhất chi Thất nhân đồng hành thu bán nguyệt Trừ bách trừ ngũ định vi kỳ | ” |
| — Hàn Tín, Điểm binh pháp | |   |

- Bản dịch 1 của Hoàng Xuân Hãn:

“Ba người cùng đi ít bảy chục
Năm cỗi mai hoa hăm mốt cành
Thất tử đoàn viên chính bán nguyệt
Trừ trăm linh năm biết số thành”
- Bản dịch 2 của Hoàng Xuân Hãn:

“Ba người cùng đi, ít bảy chục
Năm người cùng hàng, nhân hăm mốt
Bảy người cùng hàng, nhân mười lăm
Trừ trăm linh năm thì tính suốt”
- Bản dịch khác (chưa rõ tác giả)

“Ba người cùng đội bảy mươi rành
Năm khóm hoa mai, hăm mốt cành
Bảy gã vườn đào chơi nửa tháng
Cộng hoặc trừ trăm linh năm tính nhẩm nhanh”
Gần đây, định lý số dư Trung Quốc có nhiều ứng dụng trong các bài toán về số nguyên lớn áp dụng vào Lý thuyết mật mã.

## Nội dung
Bản chất của bài toán Hàn Tín điểm binh là việc giải hệ phương trình đồng dư bậc nhất
{\displaystyle {\begin{cases}x\equiv a_{1}{\pmod {m_{1}}}\\x\equiv a_{2}{\pmod {m_{2}}}\\..\\x\equiv a_{k}{\pmod {m_{k}}}\end{cases}}}
trong đó {\displaystyle m_{1},m_{2},...,m_{k}} đôi một nguyên tố cùng nhau. Trong bài toán Hàn Tín {\displaystyle k=3} và {\displaystyle m_{1}=3,m_{2}=5,m_{3}=7}.

### Định lý
Hệ phương trình đồng dư nói trên có nghiệm duy nhất theo mô-đun
là

trong đó
{\displaystyle M_{1}={\frac {M}{m_{1}}},\ M_{2}={\frac {M}{m_{2}}},\ ...,\ M_{k}={\frac {M}{m_{k}}}}
{\displaystyle y_{1}\equiv (M_{1})^{-1}{\pmod {m_{1}}},\ y_{2}\equiv (M_{2})^{-1}{\pmod {m_{2}}},\ ...,\ y_{k}\equiv (M_{k})^{-1}{\pmod {m_{k}}}}
Trong đó 
{\displaystyle (M_{1})^{-1}{\pmod {m_{1}}}} là nghịch đảo theo mô-đun của {\displaystyle {m_{1}}} với {\displaystyle y_{1}\equiv (M_{1})^{-1}{\pmod {m_{1}}}\Leftrightarrow y_{1}M_{1}\equiv 1{\pmod {m_{1}}}}

### Ví dụ
Giải hệ phương trình đồng dư
```

  

    

      

        

          

            
{

            

              

                

                  
x

                  
≡

                  
2

                  

                    

                    
(

                    
mod

                    

                    
3

                    
)

                  

                

              

              

                

                  
x

                  
≡

                  
3

                  

                    

                    
(

                    
mod

                    

                    
5

                    
)

                  

                

              

              

                

                  
x

                  
≡

                  
5

                  

                    

                    
(

                    
mod

                    

                    
7

                    
)

                  

                

              

            

            

          

        

      

    

    
{\displaystyle {\begin{cases}x\equiv 2{\pmod {3}}\\x\equiv 3{\pmod {5}}\\x\equiv 5{\pmod {7}}\end{cases}}}

  

```

ta có 

{\displaystyle M=3\cdot 5\cdot 7=105;M_{1}=5\cdot 7=35,M_{2}=3\cdot 7=21,M_{3}=3\cdot 5=15}.

{\displaystyle y_{1}=35^{-1}{\pmod {3}}=2^{-1}{\pmod {3}}=2};

{\displaystyle y_{2}=21^{-1}{\pmod {5}}=1^{-1}{\pmod {5}}=1};

{\displaystyle y_{3}=15^{-1}{\pmod {7}}=1^{-1}{\pmod {7}}=1}.

Từ đó 

{\displaystyle x\equiv 2\cdot 35\cdot 2+3\cdot 21\cdot 1+5\cdot 15\cdot 1{\pmod {105}}}

{\displaystyle x\equiv 140+63+75{\pmod {105}}\equiv 278{\pmod {105}}}

{\displaystyle x\equiv 68{\pmod {105}}}.

Như vậy x có dạng {\displaystyle x=68+k\cdot 105}, k là số nguyên (hoặc số tự nhiên thích hợp nếu tìm nghiệm tự nhiên).